# أشفق الله خان
أشفق الله خان (22 أكتوبر 1900 - 19 ديسمبر 1927) كان مناضلاً من أجل الحرية في حركة الاستقلال الهندية.

## النشأة
ولد أشفق الله خان في شهجهنبور بالمقاطعات الشمالية الغربية في الهند البريطانية إلى والده شفيق خان وMazharunissa. ولد في عائلة باثان مسلمة من قبيلة خيبر. كان الأصغر بين إخوته الستة.
في عام 1920، أطلق المهاتما غاندي حركته غير التعاونية ضد الحكم البريطاني في الهند. ولكنه سحب دعوته لها بعد حادثة تشوري تشورا في عام 1922.
في تلك المرحلة، شعر الكثير من الشباب بالاكتئاب بمن فيهم أشفق الله خان. لقد قرر أشفق الله خان تشكيل منظمة مع مناضلين ذوو أفكار مشابه مما أدى إلى تشكيل جمعية هندوستان الجمهورية التي تأسست في عام 1924. كان الغرض من هذه الجمعية هو تنظيم الثورات المسلحة لتحقيق الهند الحرة.

## سرقة قطار كاكوري
ولإعطاء دفعة لحركتهم وشراء الأسلحة والذخيرة للقيام بأنشطتهم، نظم ثوار جمعية هندوستان الاشتراكية الجمهورية اجتماعًا في 8 أغسطس 1925 في شهجهنبور. وبعد الكثير من المداولات تقرر نهب خزينة الحكومة المحمولة في القطارات. وفي 9 أغسطس 1925، نهب أشفق الله وثوار آخرون، وهم رام براساد بسميل، وراجندرا لاهيري، وثاكور روشان سينغ، وساشندرا باكشي، وشاندراشكار آزاد، وكيشاب شاكرافارتي، ووبنواري لال، وموكوندي لال، وماناثناث جوبتا القطار الذي يحمل أموال الحكومة البريطانية في كاكوري بالقرب من لكناو.
ومع مرور شهر على سرقة القطار، لم يتم القبض على أي من سارقي القطار. مع أن الحكومة البريطانية قد نشرت شبكة تحقيق كبيرة. في صباح يوم 26 سبتمبر 1925، ألقت الشرطة القبض على بيسميل وكان أشفق الله خان الوحيد الذي لم يتم تعقبه من قبل الشرطة. اختبأ وانتقل إلى فاراناسي من بهار، حيث عمل في شركة هندسية لمدة 10 أشهر. أراد الانتقال إلى الخارج لتعلم الهندسة للمساعدة في النضال من أجل الحرية، لذلك ذهب إلى دلهي ليجد طرقًا للخروج من البلاد. استعان بأحد أصدقائه الباثان الذي كان أيضًا زميله في الفصل في الماضي. هذا الصديق، بدوره، خانه بإبلاغ الشرطة بمكانه وفي صباح يوم 17 يوليو 1926، جاءت الشرطة إلى منزله واعتقلته.
اعتقل أشفق الله خان في سجن فايز آباد وتم رفع دعوى ضده. كان شقيقه رياسة الله خان مستشاره القانوني. وأثناء وجوده في السجن، تلا أشفق الله خان القرآن وبدأ في أداء صلاته بانتظام، كما صام خلال شهر رمضان الإسلامي بدقة. لقد اختُتمت قضية قضية كاكوري بمنح حكم بالإعدام على بيسميل وأشفق الله خان وراجندرا لاهيري وتاكور روشان سينغ. كما حكم على الآخرين بالسجن مدى الحياة.

## الموت والإرث
أُعدم أشفق الله خان شنقًا في 19 ديسمبر 1927 في سجن فايز آباد. أصبح هذا الرجل الثوري شهيدًا وأسطورة بين قومه بسبب حبه للوطن الأم وتفكيره الواضح وشجاعته التي لا تتزعزع وحزمه ووفائه.

## تصوير وسائل الإعلام الشعبية
تم تصوير أفعال أشفق الله خان ورفاقه في الفيلم الهندي رانج دي باسانتي (2006)، حيث صور شخصيته كونال كابور. صور شيتانيا أديب خان في المسلسل التلفزيوني Chandrashekhar على ستار بهارات.

## فهرس
- S. Waris، Prof. Farukh. UNSUNG HEROES Volume-II (PDF). Indus Soucebooks. ص. 8–14. ISBN:978-81-88569-33-5. مؤرشف من الأصل (PDF) في 2020-10-31.